# Encephalartos lebomboensis
Encephalartos lebomboensis ist eine Art der Palmfarne (Cycadales) aus der Gattung der Brotpalmfarne (Encephalartos). Die Art ist nach den Lebombo-Bergen benannt, von wo sie erstbeschrieben wurde. Sie wird daher im Deutschen auch als Lebombo-Brotpalmfarn benannt.

## Merkmale

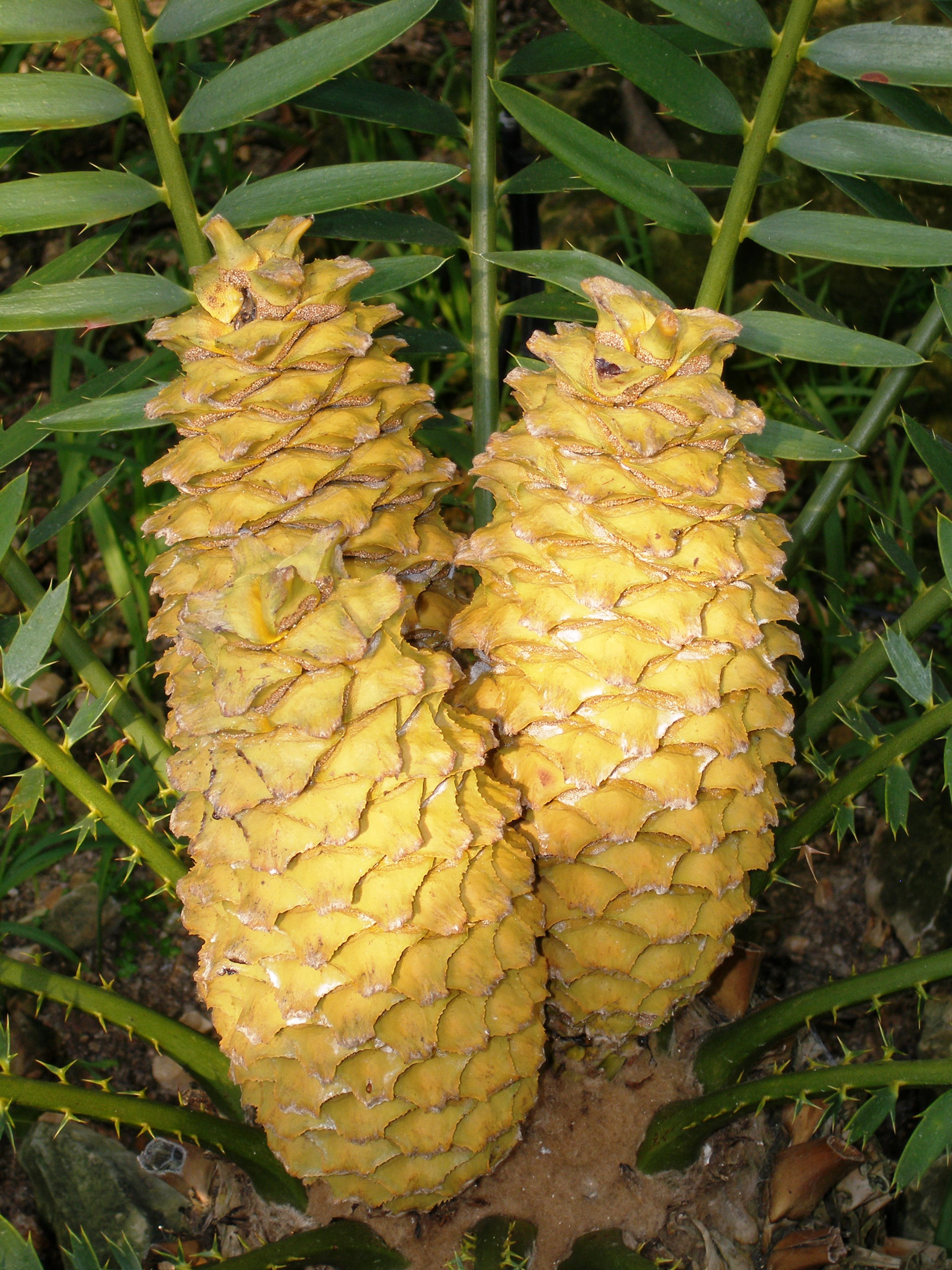
Männliche Zapfen

Die Stämme sind selten verzweigt, haben oft an der Basis Wurzelschösslinge. Sie werden bis 4 Meter hoch und 25 bis 30 cm breit. Die Krone ist oft leicht wollig. Die Cataphylle sind an der Unterseite dicht behaart, an der Oberseite kahl, lang dreieckig, rund 4 cm lang und an der Basis 1 cm breit.
Die zahlreichen Blätter sind ausgebreitet, die Farbe reicht von hell- bis dunkelgrün und ist an der Unterseite meist heller. Die Blätter sind 1 bis 1,5 Meter lang, 20 bis 27 cm breit, mehr oder weniger gerade, manchmal leicht nach hinten und unten gebogen, flach oder leicht gekielt. Die jungen Blätter sind dicht behaart, bald aber kahl. Der Blattstiel ist 3 bis 10 cm lang. Die Rhachis ist gold-grün. Die basal stehenden Blättchen sind zu Dornen reduziert. Die mittleren Blättchen sind 12 bis 18 cm lang, lanzettlich und 12 bis 22 mm breit. Sie stehen im rechten Winkel ab und überlappen sich. Der Blattrand ist verdickt und meist mit ein bis vier Dornen besetzt.
Die weiblichen Zapfen stehen einzeln, selten zu zweit. Sie sind aufrecht, ei- bis fassförmig, 40 bis 45 cm lang und 20 bis 25 cm im Durchmesser. Die Farbe ist grüngelb. Der Stiel ist sehr kurz, sodass der Zapfen sitzend erscheint. Die Sporophylle sind 5,5 bis 6 cm lang. Die an der Zapfenoberfläche liegende Seite des Sporophylls ist 35 bis 45 mm hoch, 45 bis 55 mm breit, flach und glatt, grüngelb bis fahl-cremefarben. Die Sarcotesta des Samens ist zur Reife scharlachrot. Die Sklerotesta ist 26 bis 30 mm lang, 18 bis 20 mm im Durchmesser, hellbraun und glatt, mit Ausnahme von 11 bis 14 deutlichen Längsrippen.
Die männlichen Zapfen stehen einzeln, selten zu zweit. Sie sind zylindrisch und 40 bis 45 cm lang bei einem Durchmesser von 10 bis 13 cm. Die Farbe ist aprikosengelb bis fahlgelb. Der Stiel ist 1 bis 3 cm lang und 3 bis 4 cm breit; der Zapfen erscheint meist sitzend. Die Sporophylle sind 3 bis 3,5 cm lang. Die an der Zapfenoberfläche liegende Seite des Sporophylls ist 15 mm hoch und 35 bis 40 mm breit; sie erhebt sich pyramidenförmig 1 bis 1,5 cm hoch. Im oberen Zapfenbereich sind sie leicht braun behaart. Die Sporangien stehen in einem Fleck an der Unterseite, mit einer Aussparung an der Außenseite.

## Verbreitung und Standorte
Die Art kommt in Südafrika, Provinz Mpumalanga im Pongola-Tal und im oberen Einzugsgebiet der Flüsse Pongola und Pivaan vor. In Eswatini wächst sie im Norden von Siteki im Gebiet von Kangwane. Sie wächst auf steilen, felsigen Hängen in spärlicher Vegetation. Die Gebiete haben jährlich 625 bis 750 mm Niederschlag, der meist im Sommer fällt, heiße Sommer, kühle Winter mit häufig Nebel.
Da es von dieser Art nur zwei nicht sehr große Populationen gibt, wird sie als gefährdet eingestuft.

## Botanische Geschichte und Systematik
Die nächstverwandten Arten sind Encephalartos altensteinii und Encephalartos natalensis. Dass es sich um eine eigenständige Art handeln könnte, wurde bereits in den 1920er Jahren vermutet. Feldstudien bestätigten diese Vermutungen und 1949 wurde die Art von Inez Clare Verdoorn erstbeschrieben. In den 1990er Jahren stellte sich heraus, dass das Typus-Exemplar zu einer besonderen, schon länger bekannten Form, der Piet-Retief-Form gehört und eine eigene Art bildet. Somit mussten die in den namensgebenden Lebombo-Bergen wachsenden Populationen als neue Art beschrieben werden und heißen seit 1996 Encephalartos senticosus.